# Chosr
Der Chosr ist ein 47 Kilometer langes Wadi im Gouvernement Ninawa im Nordwesten des Iraks. Von den nicht ständig Wasser führenden Nebenflüssen des Tigris, dem er orographisch rechts zufließt, ist er einer der größten.

## Namen
Der vollständige Namen lautet auf Arabisch (نهر الخوصر / Nahr al-Khosr). Sowohl der Artikel „ال / al-“ als auch der Ausdruck „نهر / Nahr“ für Fluss, Kanal müssen aber nicht unbedingt vorangestellt sein. Das Wörterbuch Arabisch-Deutsch von Langenscheidt übersetzt den Begriff mit Horn in der Bedeutung des Blechblasinstruments. Daneben kursieren viele unterschiedliche Namensvarianten, die sich aus Transkriptionen in verschiedene Sprachen nach unterschiedlichen Regeln erklären. In neueren deutschen Quellen stehen die folgenden Schreibweisen: Chosr, Ḫosr, Hausr, Khosr, Khoser, in älteren auch Choser, Chusur, Khauser. Als französische Übertragung findet man Koussour und Khosar, Khausser oder Hosrow in englischen Umschriften. Weitere Namensformen in anderen Sprachen lauten: Khosar, Khasar, Khawsar, Kawarsar, mitunter auch zusammen mit der einleitenden Bezeichnung Wadi, wie zum Beispiel Wadi al Khawşar.

## Verlauf
Der Fluss entsteht in den hügeligen Vorbergen am südlichen Fuß des Gebirgszugs Dschabal al-Qosh bei dem sunnitisch-kurdischen Dorf Xorekor aus dem Zusammenfluss zweier mehrfach verzweigter Wadis. Der westliche Zufluss trägt den Namen Nahr ‘Ayn Zawah (نهر عين زاوة) , der östliche ist als Rubar Kitak  روبار كتك bekannt.
Nach der Vereinigung der beiden Quellbäche durchfließt der Khosr in vielen Mäandern den nordöstlichen Teil der Ninive-Ebene und passiert nach etwa 15 Kilometern in südlicher Richtung die an seinem Ostufer liegenden antiken Festungsanlagen von Dur Šarrukin. Wenig tiefer flussabwärts liegen die Reste eines Staudammes, der den Kopf des 702 vor Christus erstmals erwähnten, etwa 16 Kilometer langen Kisiri-Kanals bildete, welcher parallel zum Fluss bis an die Stadtmauern Ninives führte.
Nach weiteren acht Kilometern staut sich der Fluss bei dem Ort Mintaqat ash Shalalat (منطقة الشلالات)  vor einem Streichwehr, das auf einen assyrischen Damm zurückgehen soll. Von hier sind es nochmals 17 Kilometer, bis die Ausgrabungen von Ninive erreicht werden. Von manchen Archäologen wurde angenommen, dass der bei Regen oder Schneeschmelze reißende Fluss zu König Sanheribs Zeiten in dem breiten Befestigungsgraben um die Stadt herum geleitet wurde. Nach mehr als zweieinhalb Jahrtausenden ist das jedoch nicht mehr zu beweisen, und es liegt die folgende Situation vor: Das Wasser hat die Ostmauer durchbrochen und einen Teil der ehemaligen Befestigungen zerstört, doch man kann noch deutlich erkennen, dass der untere Teil der Mauer aus großen Steinblöcken bestand. Der Flusslauf nimmt seinen Weg in südwestlicher Richtung, bildet vor dem Siedlungshügel Tell Kujundschik eine ausgeprägte Schleife und verlässt nach etwas mehr als drei Kilometern die Ruinenstadt, um nach letzten zwei Kilometern in den Tigris zu münden.

## Brücken
Innerhalb des Stadtgebietes Mosuls überspannen in der Reihenfolge flussabwärts die folgenden Brücken den Khosr. Während der Schlacht um Mossul wurden mehrere davon zerstört. Seit Ende der Kämpfe im Juli 2017 gibt es Bemühungen zu ihrem Wiederaufbau.
- Die Zuckerbrücke (جسر السكر) ist ein Teil der Schnellstraße Mossul – Lalisch.[Anmerkung 1]
- Die etwa 238 Meter lange Al-Muthanna-Brücke (جسر المثنى) verbindet die Stadtviertel Al-Muthanna und Al-Zuhour.
- Über die Große Muthanna-Brücke (جسر المثنى الكبير) führt eine der verkehrsreichsten Straßen zwischen den Stadtvierteln Al-Muthanna und Al-Noor.[Anmerkung 1]
- Die Blumenbrücke (جسر الزهور) ist etwa 124 Meter lang und stellt die Verbindung zwischen den Stadtteilen Al-Muthanna und Al-Zuhour her.[Anmerkung 1]
- Die Al-Suez-Brücke (جسر السويس) verbindet mit einer Länge von 269 Metern den Stadtteil Al-Faisaliah mit den landwirtschaftlich genutzten Gebieten im Nordwesten der Stadt.
- Die 180 Meter lange Sanherib-Brücke (جسر سنحاريب) verläuft etwas weiter flussabwärts parallel zur Al-Suez-Brücke.[6]

## Geschichtliches

### 6. Jahrhundert v. Chr.
Zur Zeit des assyrischen Königs Sanherib war das Wasser des Tigris vermutlich nicht genießbar. In der sogenannten Bavian-Inschrift heißt es, „dass die Einwohner Trinkwasser nicht kannten und ihre Augen auf den Regen, der vom Himmel fällt, gerichtet waren“. Um die Wasserversorgung seiner Hauptstadt Ninive auch während der trockenen Jahreszeit sicherzustellen, verwirklichte der König zwischen 702 und 688 v. Chr. ein epochales Wasserbauprojekt. Dabei spielte die Kanalisierung des Chosr die wichtigste Rolle. Durch seinen östlichen Quellbach ließ er die Verbindung zum Aquädukt von Jerwan anlegen. Über diese 275 Meter lange Überführung, die einige Forscher als die älteste ihrer Art betrachten, gelangte das Wasser aus dem Fluss Atrush in den östlichen Al-Qosh-Bergen in den Khosr.
Aus nordwestlicher Richtung wurde Wasser aus den Oberläufen der Wadis Al-Milah (وادي المالح) und Bandwai (بهنداوة)  durch das Wadi al Abrah (وادي الابرة) in den Chosr gelenkt.
Auf Betreiben des Königs wurden bei den Quellen am Fuß des Bergs Musri (Dschabal Bashiqa), die etwa 20 Kilometer von Ninive entfernt in der Nähe der heutigen Stadt Baschiqa liegen, künstliche Seen angelegt. Mithilfe von Schleusen konnte das Wasser je nach Bedarf in den Musri-Kanal geleitet werden. Dieser Wasserweg führte in das Wadi al-Qamtar, das nahe oberhalb der Sperre von Aj‘ilah in den Chosr mündet.
Der Bau von Tunneln, Aquädukten, Staudämmen und Wehren dauerte insgesamt fünfzehn Jahre und ließ ein 150 Kilometer langes Kanalsystem entstehen, dass die Regulierung des Chosr erlaubte und so die gleichmäßige Versorgung der Stadt mit Trinkwasser und die Bewässerung von Ackerflächen ermöglichte.
Der Geograph Carl Ritter beschreibt in seinem Werk „Die Erdkunde“ den Fluss als den Beglücker Ninives. Vom Chosr konnte aber besonders bei Hochwasser auch eine Gefahr ausgehen, was dem weitsichtigen Herrscher durchaus bewusst gewesen sein muss. Der Chosr wird mit der Zerstörung der Stadt durch die Meder und Babylonier im Jahr 612 v. Chr. mehr oder weniger direkt in Verbindung gebracht. Dieses Ereignis wurde vom Propheten Nahum aus Elkosch vorhergesagt und fand im Buch Nahum Aufnahme in die Prophetenbücher der Tora und damit in die Bibel.
Die Prophezeiung beschreibt, dass die Mauern des Palastes durch große Wassermassen zerstört werden sollen.

„Mit reißender Flut macht er seinen Widersachern ein Ende, und seine Feinde verfolgt er mit Finsternis.“

Das Wasser konnte vielleicht auch an den Schleusentoren zum Khosr in die Stadt gelangen, wie der Text Nahums nahelegt. Wer sie hätte öffnen können, bleibt aber im Dunklen.

„Schon sind die Tore an den Wassern geöffnet, es wankt der Palast.“

Manche Forscher deuten den Bibeltext so, dass ein verheerendes Hochwasser die Festungsanlagen unterspülte, andere glauben, die Belagerer hätten das Wasser in den Kanälen so hoch aufgestaut, bis die Stadtmauern einstürzten. Beim Versuch, die biblische Flut zu erklären, wäre es eine weitere Möglichkeit, dass die Stadt erst nach dem Sieg der Babylonier geflutet wurde. Zu diesem Zweck hätten die Wasserreservoirs geöffnet und ihr Inhalt unkontrolliert in den Khosr abgelassen werden können. Das lässt zumindest der Text im Buch Nahum (Kapitel 2, Vers 9) vermuten, wo es heißt:

„Ninive ist wie ein voller Teich, aber seine Wasser müssen verrinnen. »Steht, steht!«, ruft man, aber niemand wendet sich um.“

Der Innsbrucker Professor Friedrich stellte 1898 die Eroberung der Stadt durch die Meder infrage. Nach seiner These hätte Ninives Ende Resultat einer verheerenden Naturkatastrophe gewesen sein können. Während eines Unwetters könnten starke Regenfälle, wie sie in der Gegend nicht unüblich sind, zu einem Dammbruch am Chosr geführt haben, der die Ostmauer zum Einsturz brachte. Ein Blitzeinschlag könnte ein Feuer entzündet haben, welches durch den Sturm zusätzlich angefacht worden wäre, wodurch sich Brandspuren in den Ruinen erklären ließen. Der Bibelforscher Aron Pinker vertritt dagegen die Meinung, dass die Topografie Ninives die Möglichkeit einer Überschwemmung durch den Khosr ausschließe.
Aus der babylonischen Chronik Nr. 3 sind Datum und Dauer der Belagerung bekannt, nicht aber eine Beschreibung der Kämpfe. Auch die Rolle des Chosr bleibt in dieser Quelle unerwähnt. Dort heißt es:
„Der König von Akkad sammelte seine Armee und vereinte sie mit dem Heer von Kyaxares, dem König der Meder. Sie belagerten Ninive vom Monat Sivan bis zum Monat Ab – für drei Monate. Sie schlugen ihr Lager vor Ninive auf und unterzogen die Stadt einer schweren Belagerung. Am … Tag des Monats Ab fügten sie dem mächtigen [Volk von Ninive] eine große Niederlage bei. Zu dieser Zeit war der König von Assyrien Sîn-šarru-iškun [, der] starb. Sie trugen reiche Beute aus der Stadt und dem Tempel und legten die Stadt in Schutt und Asche.“

### 19. Jahrhundert
Nach der Wiederentdeckung Ninives 1842 durch Paul-Émile Botta wurde deutlich, dass die ehemalige Hauptstadt nach dem Fall des Assyrerreichs nicht wieder aufgebaut wurde und Sanheribs Wasserbauten zerfallen waren. Dies hatte zur Folge gehabt, dass der Khosr hinsichtlich der Durchflussmenge wieder auf ein normales Trockental zurückfiel. Wie bei anderen Wadis auch unterliegt der Wasserdurchsatz seither jahreszeitlichen Schwankungen.

### 21. Jahrhundert
Der Unterlauf bei Mossul führt saisonal sehr wenig Wasser und wird als Kloake missbraucht. Eine Analyse des Flusswassers nahe der Mündung im Jahr 2006 ergab eine hohe Konzentration von Schwermetallen wie Cadmium und Kupfer und eine Kontamination mit Bakterien.